# Attalea apoda
Attalea apoda är en enhjärtbladig växtart som beskrevs av Karl Ewald Maximilian Burret. Attalea apoda ingår i släktet Attalea och familjen Arecaceae. Inga underarter finns listade i Catalogue of Life.